# 出石城
出石城（いずしじょう）は、但馬国出石郡出石（兵庫県豊岡市出石町）にあった日本の城。豊岡市指定史跡。

## 沿革
山名氏の最盛期、但馬国守護となった山名時義が、出石神社の北側の此隅山に、此隅山城を築いた。此隅山城は長らく山名氏の本拠であったが、1569年（永禄12）の織田軍の羽柴秀吉による但馬遠征で落城した。一旦山名祐豊は城を失ったが、今井宗久の仲介によって織田と和睦することができ領地に復帰した。
1574年（天正2）、祐豊は標高321mの有子山山頂を天守とする有子山城を築き、本拠を移した。麓には下館（但馬守護所）も築かれ城下町の体を成した。しかし、毛利氏方についたため、1580年（天正8）、羽柴秀吉による第二次但馬征伐で有子山城も落城、戦国大名としての但馬国山名氏は滅亡した。
有子山城は、しばらく城代の時代が続いたが、1585年（天正13）から前野長康、1595年（文禄4）から小出吉政が城主を務めた。関ヶ原の戦いにおいて、小出氏は家名存続のため、吉政が西軍、弟・秀家は東軍に分かれて戦ったが、秀家の功績により、吉政の西軍への加担の責任は問われず、出石の領土は安堵された。

## 近世城郭

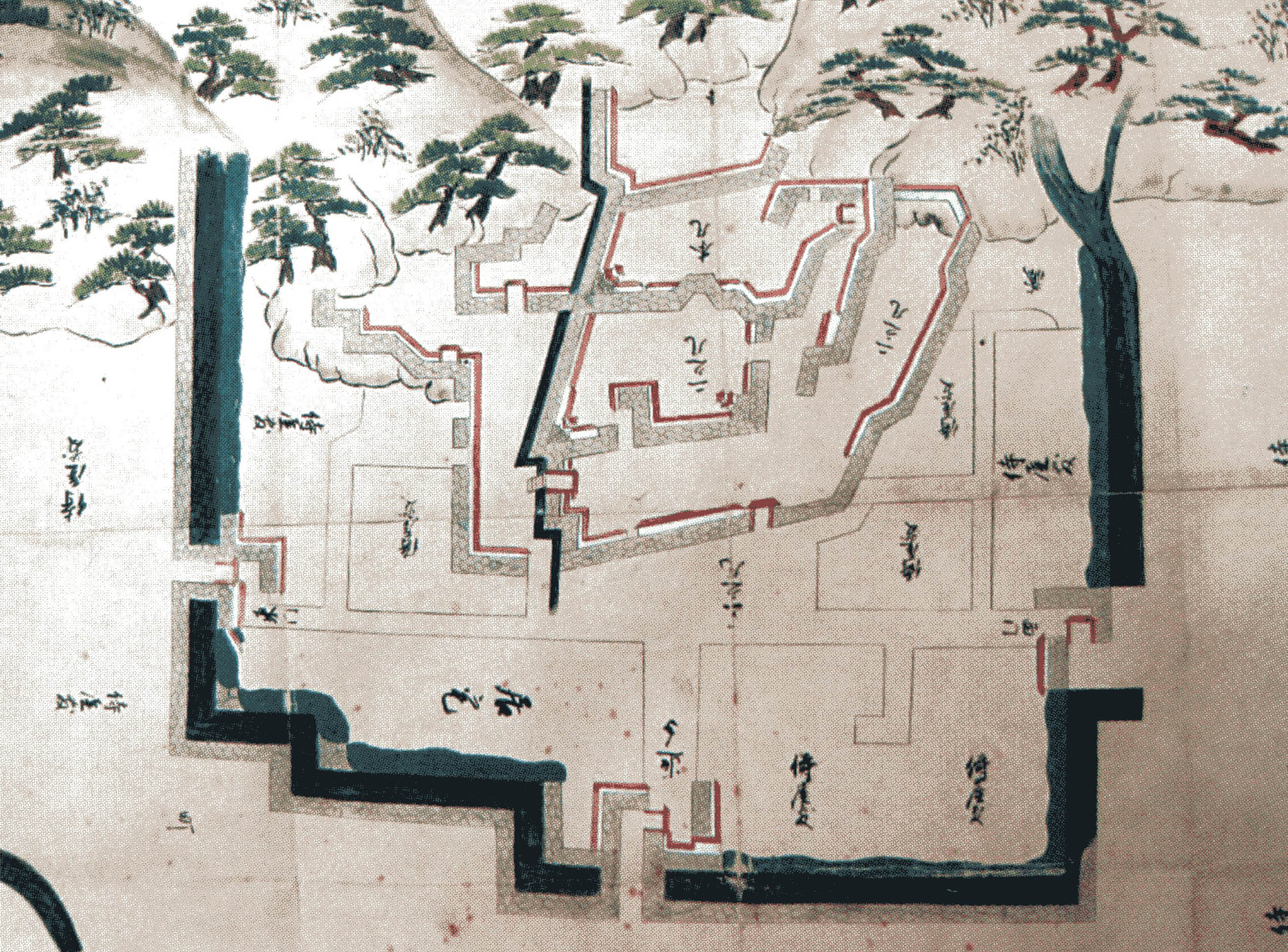
出石城絵図

1604年（慶長9）、小出吉英により有子山城の山上の丸および天守部分が廃され、有子山城山麓の郭および館のみを出石城と命名し幕府に居城として届けた。それにともない平地に、堀で囲まれた三の丸が築かれ、下郭、二の丸、本丸、稲荷丸が階段状に築かれた。城主の居館も成り、このとき城下町も整備され、出石の町並みが形成された。山上の旧有子山城天守は城割は行われなかったが幕府を憚り荒れるに任されたため樹木が生い茂り一見したところ山林となった。なお、一国一城令により、但馬国においては但馬守護山名氏以来の出石城が唯一の城郭となっている。
江戸時代は、出石藩の藩庁となり、小出英及が1696年（元禄9）3歳で死去すると小出氏は無嗣改易となった。代わって松平（藤井）忠周が入城。1706年（宝永3）忠周が転封となると、仙石政明が入城し、廃藩置県まで仙石氏の居城となった。江戸末期には仙石騒動がおこっている。
明治時代になり、廃城令で出石城も取り壊されたが、辰鼓楼、堀、石垣などが現存、また隅櫓、登城門・登城橋などが復元され、堀の周囲一帯は登城橋河川公園として整備されて、観光地となっている。
1968年（昭和43年）3月30日付で豊岡市指定史跡に指定された。また、2017年（平成29年）4月6日、有子山城とともに続日本100名城（162番）に選定された。

## 周辺情報
- 有子山稲荷神社（城郭内）
- 感応殿 （城郭内）
- 諸杉神社 （城郭内）
- 豊岡市出石伝統的建造物群保存地区
- 辰鼓楼
- 出石家老屋敷
- 宗鏡寺 - 出石城主の菩提寺

## その他
1997年公開の梅艶芳（アニタ・ムイ）主演の香港ドラマ「三誓盟」の重要なロケ地になっている。

## 交通アクセス
- 山陰本線・京都丹後鉄道「豊岡駅」もしくは山陰本線「八鹿駅」から全但バス「出石」行きで約30分、終点下車。徒歩5分。
- 舞鶴若狭自動車道・福知山IC → 国道9号線 → 国道426号線

## ギャラリー

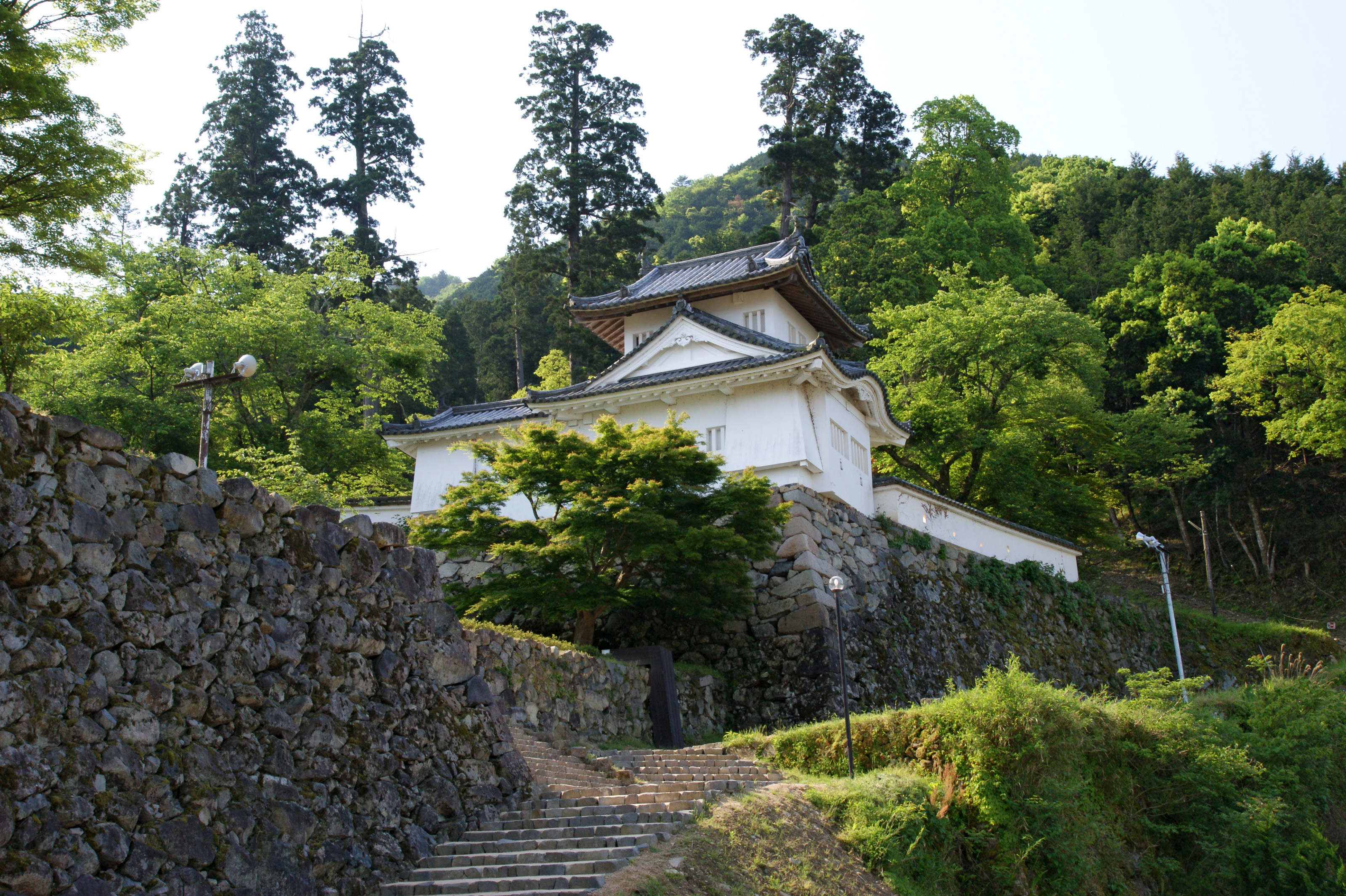
本丸西隅櫓
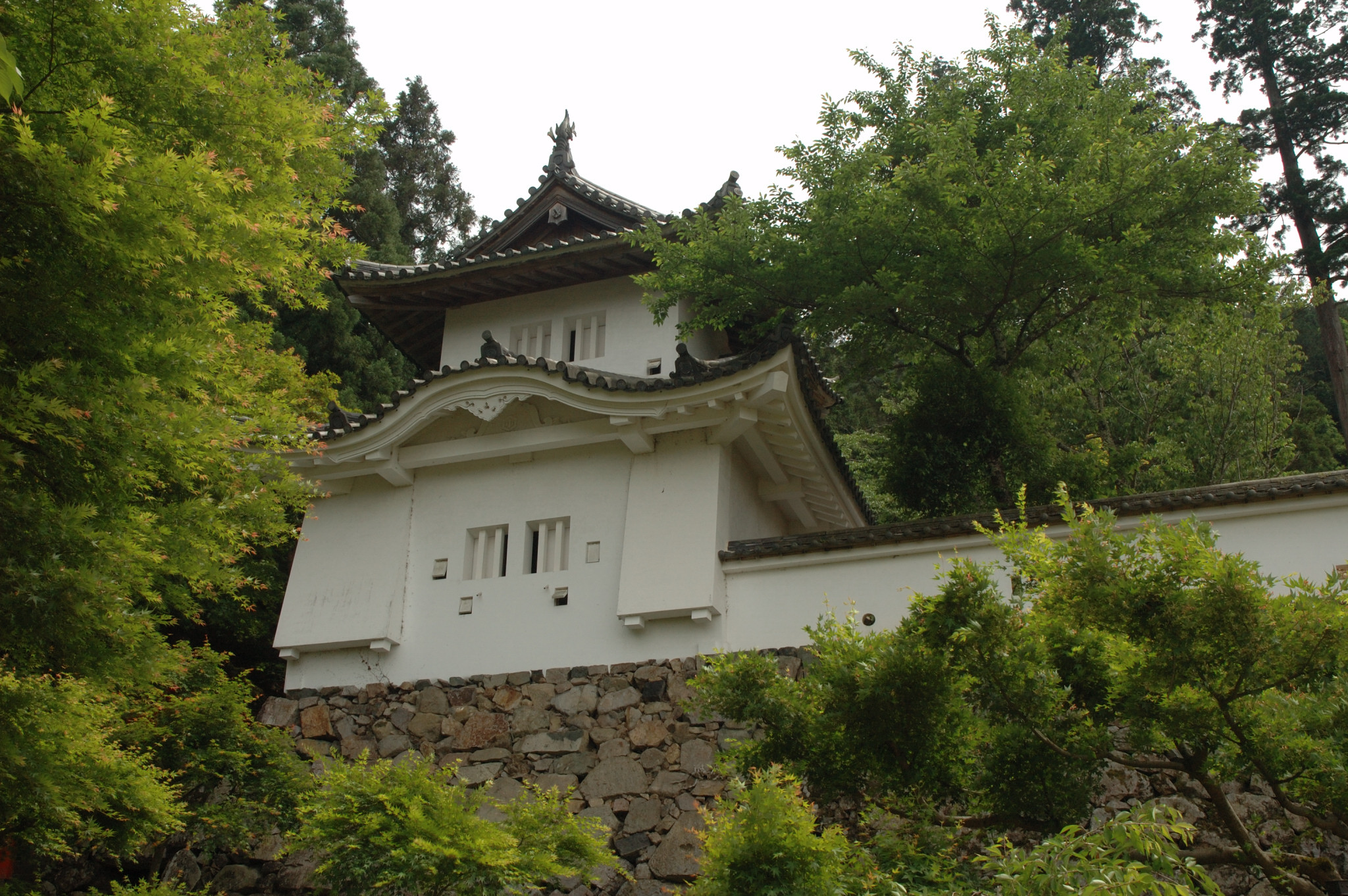
東隅櫓
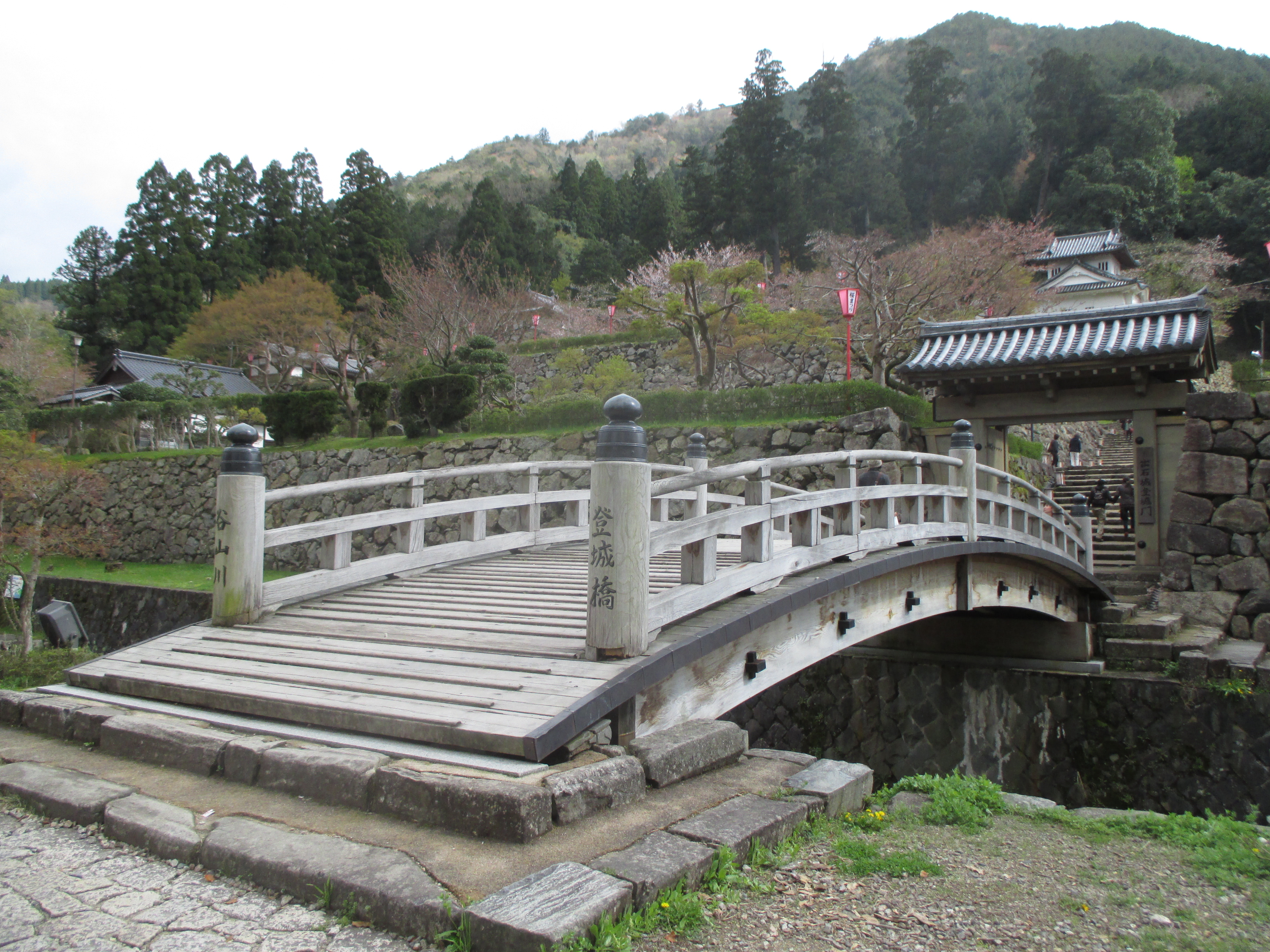
登城橋と登城門
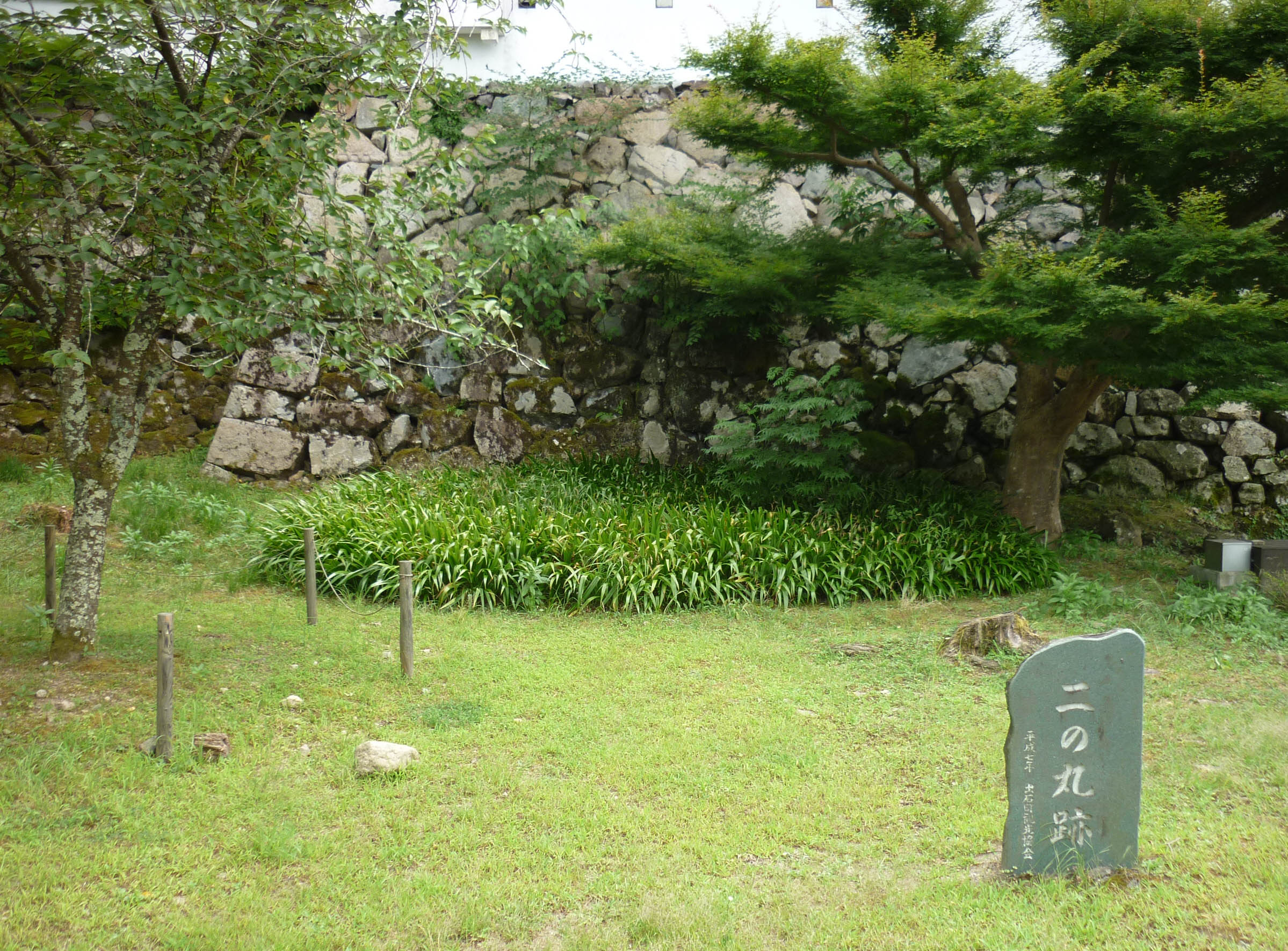
二の丸跡
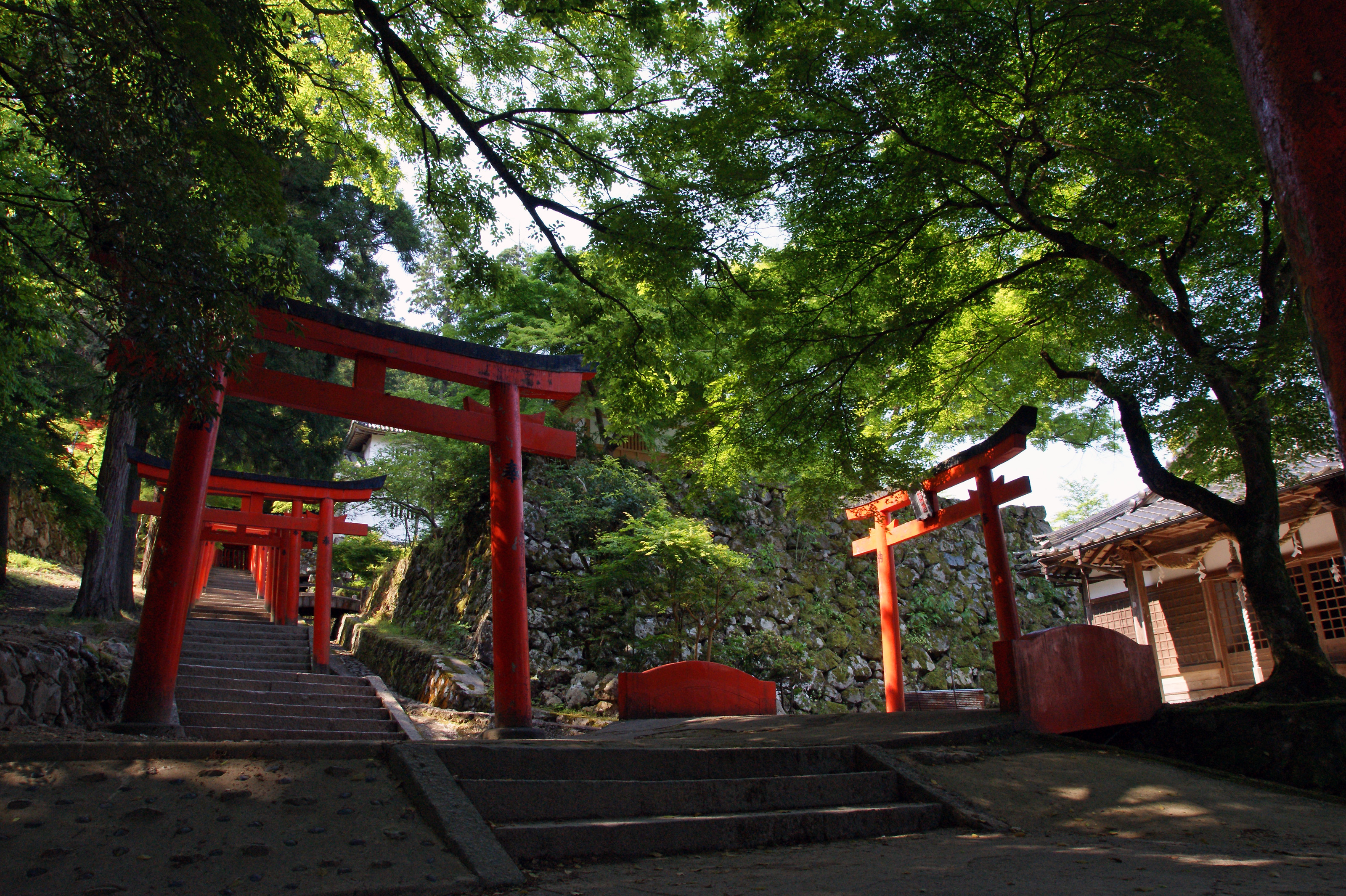
稲荷神社と鳥居